# Francis Lawrence
Francis Lawrence  (Viena; 26 de mayo de 1971) es un director de cine y videoclips estadounidense. Como director de cine, ha realizado diversas películas, como las de la trilogía (tetralogía cinematográfica) de Los juegos del hambre y sus precuelas Los juegos del hambre: Balada de pájaros cantores y serpientes y Los juegos del hambre: amanecer en la cosecha
En su faceta de director de vídeos musicales ha trabajado con artistas como Beyoncé, Lady Gaga, Shakira, Lil' Kim, Britney Spears, Alanis Morissette, Avril Lavigne, Nelly Furtado, Destiny's Child, Garbage, Gwen Stefani, Backstreet Boys, Janet Jackson, Missy Elliott, Jennifer López, Justin Timberlake y One Direction. 

## Filmografía

### Cine
| Año  | Título                                                         | Notas                  |
| ---- | -------------------------------------------------------------- | ---------------------- |
| 1990 | Pump Up the Volume                                             | Asistente de dirección |
| 1993 | Marching Out of Time                                           | Asistente de dirección |
| 2005 | Constantine                                                    |                        |
| 2007 | Soy leyenda                                                    |                        |
| 2011 | Agua para elefantes                                            |                        |
| 2013 | Los juegos del hambre: en llamas                               |                        |
| 2014 | Los juegos del hambre: sinsajo - Parte 1                       |                        |
| 2015 | Los juegos del hambre: sinsajo - Parte 2                       |                        |
| 2018 | Red Sparrow                                                    |                        |
| 2022 | Slumberland                                                    |                        |
| 2023 | Los juegos del hambre: balada de pájaros cantores y serpientes | [ 4 ]                  |
| 2025 | The Long Walk                                                  |                        |
| 2026 | Los juegos del hambre: amanecer en la cosecha                  |                        |

### Televisión
| Año       | Título | Director         | Productor ejecutivo      | Notas     |
| --------- | ------ | ---------------- | ------------------------ | --------- |
| 2009      | Kings  | Sí (3 episodios) | Sí (12 episodios)        |           |
| 2012–2013 | Touch  | Sí (1 episodio)  | Sí (26 episodios)        |           |
| 2012      | Gotham | Sí               | No                       | Telefilme |
| 2019–2022 | See    | Sí (3 episodios) | Sí (todos los episodios) |           |

## Videos musicales
- Ricky Martin - "Private Emotion"
- Jay-Z - "Girl's Best Friend"
- Jennifer López - "Waiting for Tonight"
- Jennifer López - "Play"
- Green Day - ''Warning''
- Melanie C feat. Lisa 'Left Eye' Lopes - "Never Be The Same Again"
- Enrique Iglesias - "Rhythm Divine"
- Destiny's Child - "Independent Women Part I"
- Lil' Kim feat. Sisqo - "How Many Licks?"
- Aerosmith - "Jaded"
- Janet Jackson - "Someone to Call My Lover"
- Britney Spears - "I'm A Slave 4 U"
- Shakira - "Whenever, Wherever"
- Janet Jackson feat. Missy Elliott & Carly Simon - "Son of a Gun (I Betcha Think This Song Is About You)"
- Will Smith - "Black Suits Comin' (Nod Ya Head)"
- Beyoncé Knowles - "Work It Out"
- Michelle Branch - "Goodbye To You"
- Alanis Morissette - "Hands Clean"
- Alanis Morissette - "Precious Illusions"
- Avril Lavigne - "Sk8er Boi"
- Jennifer López - "Jenny from the Block"
- Justin Timberlake - "Rock Your Body"
- Justin Timberlake - "Cry me a River "
- Gwen Stefani - "What You Waiting For?"
- Jennifer López - "Get Right"
- Britney Spears - "Circus"
- Lady Gaga - "Bad Romance"
- Backstreet Boys - "The Call"
- Stacie Orrico  - "(There's gonna be) More to live"
- Beyoncé - "Run The World (Girls)
- P.O.D - "ALIVE"
- Audioslave - Be yourself

## Publicidad
Ha dirigido anuncios para Coca Cola, L'Oréal, Pepsi, Maybelline, Bacardi, McDonald's, Bud Light y Disney.